# Berliner Aufklärung (Roman)
Berliner Aufklärung ist ein erstmals 1994 im Rotbuch Verlag erschienener Kriminalroman von Thea Dorn.

## Kurzbeschreibung
Der homosexuelle Nietzsche-Experte Professor Schreiner wird zerstückelt in den Postfächern des Philosophischen Instituts der Universität Berlin aufgefunden. Auf Bitten der Institutsleiterin, die später gleichfalls ermordet wird, ermittelt die homosexuelle Ex-Studentin Anja Abakowitz auf eigene Faust im akademischen Milieu des Instituts, findet den Täter dann aber im Homosexuellen-Milieu.

## Inhalt
In den Postfächern des Philosophischen Instituts der Universität Berlin werden, in 54 Gefrierbeutel portioniert, die Leichenteile des Nietzsche-Spezialisten Professor Rudolf Schreiner aufgefunden. An den Glaswänden des Raumes findet sich in blutigen Lettern der Schriftzug „SCHREINER IST TOT. DIE WAHRHEIT IST IM FRAGMENT.“ Die Ex-Studentin Anja Abakowitz wird durch die Institutsdirektorin Rebecca Lux herbeigeholt, ihre „ehemalige philosophische Lehrerin“. Rebecca Lux führt über das Verhältnis des verstorbenen Schreiners zu seinen Kollegen aus: „Für Uhse war er ein chauvinistisches Arschloch, Lévi-Brune hielt ihn für einen Antisemiten, Wogner bezeichnete ihn als philosophisches Unglück, und die Studenten haben ihn auch mehr und mehr gehaßt. […] Vor einem halben Jahr gab es einen Skandal, in den Schreiner verwickelt war. Einer seiner Studenten hat über der Magisterarbeit Selbstmord begangen. Er wollte die Arbeit eigentlich bei mir schreiben, ich habe abgelehnt – irgend so ein Nietzsche-Thema. Vielleicht hätte Schreiner ihn besser auch abgelehnt. […] Der einzige, der hier überhaupt noch mit ihm geredet hat, war Maier-Abendroth.“ Mit diesen Kern-Zeilen des Romans werden die falschen Verdächtigen aufgezählt, die Anja Abakowitz im Laufe des Romans befragt, weil sie unter ihnen einen „Institutspsychopathen“ mutmaßt. Gleichzeitig wird das Motiv des wahren Täters angedeutet: Rache für jemanden, der in den Selbstmord getrieben wurde.
Rebecca Lux wird von der Polizei in Untersuchungshaft genommen, weil jemand gesehen haben will, dass sie in der Mordnacht im Institut gewesen sei. Anja kontaktiert ihren Bekannten Manfred Stammheimer, Richter am Landgericht Berlin, der eine Haftaussetzung gegen eine Kaution von 50000 Mark erreicht, die Anja aufbringt. Rebecca Lux, wieder zuhause, sucht und findet im Telefonbuch den Namen eines von ihr verdächtigten, flüchtigen Bekannten, ruft ihn an: „Sie haben Schreiner umgebracht.“ – „Gratuliere, Frau Professor.“ Kurze Zeit später wird auch Rebecca Lux von Anja Abakowitz und einer Nachbarin tot aufgefunden. Anja glaubt nicht, dass Rebecca sich das Leben genommen hat, hört den Anrufbeantworter ab, auf dem sich die Nachricht befindet: „Frau Lux, gehen sie ran. Ich muß mit Ihnen reden. Es ist wich –“. Rebeccas Hund heult beim Klang der Stimme auf. Anja kann „nicht einmal mit Bestimmtheit sagen, ob es eine Männer- oder Frauenstimme“ ist. Mit dem vermeintlichen Selbstmord der polizeiverdächtigen Rebecca Lux ist für die Polizei der Fall des ermordeten Professors Schreiner erledigt, nicht aber für Anja Abakowitz. Anjas Motivation steigert sich später noch weiter, als Richter Stammheimer zur Sprache bringt, dass mit einem Selbstmord der verdächtigen Rebecca Lux die 50000-Mark-Kaution verfallen sein könnte.
Währenddessen macht Ulf, der homosexuelle Mitbewohner Anjas, die Bekanntschaft von Peer. Zu Beginn der Ermittlungen hatte Anja von Ulf erfahren, dass Professor Schreiner unter dem Namen „der weiche Rudi“ und mit rotem Toupet, Lederklamotten sowie „Zuhälterring“ ausstaffiert Stammgast in einer Kneipe war, in der auch Ulf verkehrte. Im Gegenzug war Ulf in groben Zügen über Anjas Ermittlungsansätze unterrichtet worden. Peer, nun durch Ulf in einen Teil der Ermittlungen eingeweiht, hat einen Tipp für Anja: Peer behauptet, dass „der letzte Lover von Rudi Willi hieß“ und gibt eine Personenbeschreibung, die auf den homophoben, politisch ambitionierten Schreiner-Kollegen Professor Willi Maier-Abendroth passt. Während Anja zuvor nach und nach die potentiellen „Institutspsychpathen“ als Täter ausschloss, kann sie sich bei Maier-Abendroth Motiv und Täterschaft gut vorstellen: „Schreiner kann die politischen Ambitionen seines alten Freundes unmöglich akzeptiert haben. Was ist naheliegender, als daß er Maier-Abendroth damit erpreßt hat, seine versteckten Neigungen publik zu machen, um ihn so als Politiker zu ruinieren?“
Auf dem Rückweg von einem Gespräch mit Maier-Abendroth in dessen Wochenendresidenz in Lübbenau hat Anja Abakowitz aufgrund manipulierter Bremsen einen Unfall. Anja wird leicht verletzt. Daheim angekommen, fällt ihr Blick durch ihr Küchenfenster auf ein Graffiti an der gegenüberliegenden Wand: „GOTT IST TOT, GEZ. NIETZSCHE. NIETZSCHE IST TOT, GEZ. GOTT.“ Anja erinnert sich an den blutigen Schriftzug im Institut: SCHREINER IST TOT. DIE WAHRHEIT IST IM FRAGMENT. „Natürlich: Die beiden Sätze waren […] ein eitler Hinweis, wo die wahren Hintergründe der Tat zu finden seien: in den Fragmenten […] Nietzsches.“ Gleich darauf erinnert sich Anja an noch etwas: „Der Schreiner-Student, der sich umgebracht hatte. Jetzt im Nachhinein kam es Anja sonderbar vor, daß Rebecca ihr überhaupt davon erzählt hatte.“ Im Philosophischen Institut befragt Anja als erstes im strömenden Regen den geistig derangierten Dauerstudenten und „Instituts-Clochard“ Fridjof nach dem Selbstmord des Studenten. Fridjof antwortet in einer für ihn typischen kryptischen Weise: „Zarathustra. Zarathustra ist gegangen. Der Übermensch ist gekommen. […] Er hat Zarathustra gerächt.“ Die durchnässte Anja wärmt sich anschließend bei ihrer Lebenspartnerin Susanna auf, ruft von dort aus bei Ulf an, der ihr eine Buchausgabe von Also sprach Zarathustra vorbeibringen soll. Allerdings geht Peer ans Telefon, sagt von dort zu Ulf: „Anja ist dran. Sie will unbedingt mit dir reden. Sie sagt, es ist wich –“ Anja erkennt die Stimme von Rebeccas Anrufbeantworter wieder, wo es geheißen hatte: „Frau Lux, gehen sie ran. Ich muß mit Ihnen reden. Es ist wich –“.
Anja Abakowitz ist „mit ihrer Frauenüberlänge und den breiten Schultern ohnehin eher maskulin gebaut“, rasiert sich den Kopf kahl, staffiert sich mit einem falschen Schnauzbart, Handschuhen, Lederkappe aus und begibt sich in eine Bar, dessen Kellner ein „keine Tussis hier!“ als Motto hat. Anja lockt Ulf und Peer in die Bar, Peer dann ins Damenklo. Dort bedroht sie Peer mit einem langen Filetiermesser, fesselt ihn mit Handschellen, legt ihm eine schwarzlederne Augenbinde an, peitscht ihn mit einem Ledergürtel. Unter dieser Folter legt Peer ein Geständnis ab: Sein Lebenspartner sei jener Student gewesen, der Selbstmord begangen habe, besessen von einem Zitat aus Kapitel 21 (Vom freien Tode) des Nietzsche-Werks Also sprach Zarathustra. „Dieser Satz hat ihn wahnsinnig gemacht“, so Peer, und zuvor: „Die Philosophen haben Zarathustra aus ihm gemacht. Sie haben ihn umgebracht.“ Peer beschreibt, wie sein toter Freund seinen Selbstmord als Feier zelebriert habe und daher auch Schreiners Ermordung als „Todesfest“ zelebriert werden musste. Der Tod von Rebecca Lux sei dadurch gerechtfertigt, dass mit ihr das Leiden seines Freundes angefangen habe: „Sie wollte seine Magisterarbeit nicht annehmen.“
Anja Abakowitz übergibt Richter Stammheimer einen insgeheim aufgenommenen Tonbandmitschnitt von Peers Damenklo-Geständnis. „Anja wußte nicht, was aus Peer geworden war, aber die ’Zuwendung‘ von fünfzigtausend Mark war […] pünktlich […] eingegangen.“ Es stellt sich außerdem heraus, dass die Kaution in Höhe von 50000 Mark nicht verfallen ist, so dass Anja einen materiellen Gewinn aus dem Kriminalfall zieht.

## Textanalyse
Bei Berliner Aufklärung handelt es sich um einen auktorial erzählten Kriminalroman. Orte der Handlung sind Berlin, Lübbenau und Umgebung. Die erzählte Zeit umfasst eine Woche im Oktober.

### Kapitel- und Roman-Titel
Die Kapitel-Titel spielen unter anderem auf philosophische Konzepte oder Begriffe an, beispielsweise Diskursethik, Letztbegründung, Gadamers Begriff der „Horizontverschmelzung“, Heideggers Begriff der „Lichtung“, Sartres „Für-sich-Sein“ und „Für-Andere-Sein“ oder ein Habermas-Zitat (Der zwanglose Zwang des besseren Arguments). Großteils handelt es sich bei den Kapitel-Titeln jedoch um die Buch-Titel anderer Autoren, beispielsweise Georges Bataille (Die Tränen des Eros), Karl Marx (Das Kapital), Bernhard Waldenfels (In den Netzen der Lebenswelt), Jürgen Habermas (Strukturwandel der Öffentlichkeit), Luce Irigaray (Speculum de l’autre femme), Richard Sennett (Die Tyrannei der Intimität), Søren Kierkegaard (Philosophische Brocken, Die Krankheit zum Tode) und Friedrich Nietzsche (Ecce homo, Die Geburt der Tragödie, Morgenröte).
Der Titel des Romans ist mehrdeutig und kann sich auf die Aufklärung eines Kriminalfalls beziehen oder die philosophische Bewegung. Der Titel enthält aber auch „die Konnotation der sexuellen Aufklärung und Libertinage / Liberalität“. Die beiden letzten Deutungen verknüpft Dorn in einer Rede des homophoben, konservativen Professors Maier-Abendroth: „Zerrüttete Familien, wachsende Jugendkriminalität, psychische Deformationen des modernen Subjekts: das ist die Ernte, die mit der Aufklärung gesät wurde und nun eingebracht wird. […] Der Umstand, daß selbst die Randgruppen der Gesellschaft sich nicht damit begnügen, ihren Sonderneigungen im Privaten nachzugehen, sondern mit ihnen in die öffentliche Sphäre drängen, beweist, daß Privatheit eine Chimäre ist“.

### Themen
Vordergründig ist Berliner Aufklärung kein Roman, aus der „eine Moral gezogen werden kann und soll. Es wird vielmehr zur Unterhaltung der Leser eine Geschichte erzählt, deren Handlung spannend sein soll und dies auch ist.“ Zur Unterhaltung trägt bei, dass der Roman satirisch überhöht relativ abgeschottete Lebenswelten schildert, die durch verschiedene Figuren miteinander verbunden sind: den schwulen Philosophie-Professor Schreiner, dessen schwulen, in den Selbstmord getriebenen Studenten und die lesbische Ex-Studentin Anja. Verdächtigt werden bis kurz vor Ende des Romans Menschen, die dem akademischen Milieu angehören, besonders verdächtigt jemand, der scheinbar homosexuell ist, nämlich Willi Maier-Abendroth. Täter ist aber letztlich jemand aus dem nicht-akademischen Milieu.
Dazu, dass aus Berliner Aufklärung keine vordergründige Moral gezogen werden kann, trägt auch das Ende bei: Es bleibt unklar, ob Peer durch mehr als durch „die ’Zuwendung‘ von fünfzigtausend Mark“ bestraft wird. Nicht thematisiert wird, ob es zu einem Strafverfahren gegen Peer kommt und ob die heimlich gemachte Damenklo-Tonaufzeichnung in einem etwaigen Verfahren unter das Beweisverwertungsverbot fällt – vielleicht geht Peer auch straflos aus. Sofern man lediglich den Mord an Professor Schreiner betrachtet, zählt Berliner Aufklärung somit zu den Beispielen literarischer „Selbstermächtigung weiblicher Figuren […], bei der Morde an Männern aufgrund von deren unmoralischen und sexistischen Handlungen moralisch vermeintlich legitimiert werden“.

### Figuren
Ermittler
- Anja Abakowitz: Die lesbische[32] Vollwaise[33] hat nach zwanzig Semestern[34] vier Jahre zuvor das Studium abgebrochen[35] und sich selbstständig gemacht: In Berlin-Halensee betreibt sie eine „Philosophische Praxis für Lebensfragen“.[34] Mit einer Körpergröße von 184 Zentimetern[36] und ihrem sonoren Bariton[36][37] wirkt Anja Abakowitz etwas maskulin.
- Ulf: Der hessische Homosexuelle wohnt mit Anja in einer Zweier-WG. Er ist höchstens zwanzig Jahre, „blauäugig, mit blonder Fönwelle“ und etwas tollpatschig.[38] Er liefert Anja den ersten Ermittlungsansatz und geht ein Verhältnis mit Peer ein, dem Täter.
- Susanna: Die Soubrette bei der Neuköllner Oper[39] ist Anjas Lebenspartnerin, wohnt aber nicht bei ihr. Anja setzt ihre „inquisitorische Freundin“[39] beispielsweise auf die Institutsangehörige Petra Uhse an.[40]
- Heinz Glombitza: Der Kriminalhauptkommissar und ehemalige VoPo-Leutnant[41] ist „ein stämmiger Herr mit blondem Schnäuzer“,[42] für den der Fall mit dem vermeintlichen Selbstmord der Rebecca Lux erledigt ist.

Opfer
- Rudolf Schreiner: Professor Schreiner hatte zu Lebzeiten eine monumentale Statur von „sicher zwei Zentner[n]“ Gewicht.[43] Das „dröhnende[] Fleischgebirge[]“ zeichnete sich aus durch seine „philosophischen Kraftmeiereien, die die Kehrseite seines Welthasses gewesen waren“.[44] Ein Jahr vor seiner Ermordung hatte er sein Coming-out als Homosexueller gehabt.[45]
- Rebecca Lux: Die „Spezialistin für antike Philosophie“[35] leitet das Institut. Sie ist von einer „mittelgroßen, knochigen Gestalt“,[46] hat eine leichte Gehbehinderung und silberweiße Haare.[47]

Täter
- Peer: Es handelt sich um „einen ausgesprochen attraktiven, großen Typen mit kurzgeschorenen Haaren, breiten Schultern, sehnigen Armen und dem hübschesten Arsch der Welt“.[48] Dafür, dass er von Fridjof als arischer „Übermensch“ tituliert wird, sorgen außerdem „zwei stahlblaue Augen“.[49] Um die lästige Anja auszuschalten, hetzt er sie gegen Willi Maier-Abendroth auf und setzt in der Lübbenauer Provinz Anjas Bremsen außer Gefecht.

Akademisches Personal
- Hinrich Wogner: Der Professor sieht aus wie „ein zusammengesunkenes, zerzaustes Küken mit ergrautem Flaum.“[50] Anja Abakowitz findet den „feingliedrigen Musik-Ästhetiker“[44] Wogner „zu klapprig, um jemanden zu zerlegen“.[51]
- Willi Maier-Abendroth: Obwohl dieser politisch ambitionierte konservative Professor der einzige Instituts-Angehörige ist, der nach Angaben von Rebecca Lux überhaupt noch mit dem ermordeten Professor Schreiner geredet hat,[3] steigt er durch eine Finte Peers vorübergehend zu Anjas Hauptverdächtigen auf.
- Petra Uhse: Sie ist wissenschaftliche Assistentin am Institut, schlank, blond und hat „verkniffen-sinnliche Lippen“.[52] Sie hat ein sexuelles Verhältnis mit Lévi-Brune und Willi Maier-Abendroth, hasste Professor Schreiner, ist aber in Anja Abakowitz‘ Augen „nicht die Frau, die konsequent den Schritt vom Schreibtisch zur Kettensäge vollzog.“[44]
- Hugo Lévi-Brune: Er ist wissenschaftlicher Assistent am Institut und hat ein Verhältnis mit Petra Uhse.

Weitere Figuren
- Manfred Stammheimer: Er ist Richter am Landgericht Berlin und der Ehegatte einer ehemaligen Kundin[5] von Anja, die ihn für seine „direkte, schnörkellose Art“ schätzt.[53]
- Fridjof: Der Langzeitstudent und „Philosophie-Clochard“[54] wirkt heruntergekommen mit dem „zerstörten Antlitz mit den zotteligen rötlichen Haaren, zwei fehlenden Schneidezähnen und farblos wäßrigen Augen“,[35] gibt Anja aber schon bei deren ersten Auftauchen im Institut einen wirren Hinweis auf Schreiners Mörder: „Der Übermensch hat ihn vernichtet. Er wird uns alle vernichten. Mich, dich, alle hier.“

## Rezeption und Auszeichnung
Das Magazin Cicero bezeichnete Berliner Aufklärung als ein Buch, in dem Dorn „Ethik und Moral blutrünstig zum Teufel schickt“, die Bild erklärte Dorn wegen des Romans zur „Krimientdeckung des Jahres“ und die Frankfurter Allgemeine Zeitung lobte Unterhaltsamkeit und Intelligenz.
Im Jahr 1995 wurde Berliner Aufklärung mit dem Marlowe-Preis der Raymond-Chandler-Gesellschaft ausgezeichnet.

## Textausgaben (Auswahl)
- Berliner Aufklärung. Rotbuch, Hamburg 1994. ISBN 3-88022-350-5.
- Berliner Aufklärung. Goldmann, München 2002. ISBN 3-442-45315-1.
- Ontleding van een moord. Uitg. Signature, Nieuwegein 1996. ISBN 90-5672-007-4.